# 加藤司書
加藤 司書（かとう ししょ）は、江戸時代末期（幕末）の武士。福岡藩家老。筑前勤王党首領格。名は三太郎、家督を継いで徳成（のりしげ）と改めた。月形洗蔵らとともに勤皇派の中心人物として活躍した。

## 生涯
文政13年3月5日（1830年3月28日）、福岡藩中老職の加藤家9代当主加藤徳裕と側室の尾形友花との間に生まれる。
天保11年（1840年）に遠縁である大老職の三奈木黒田家からの養子だった加藤家10代当主の義兄加藤徳蔵（黒田溥整）が実家に復籍して三奈木黒田家の家督を継いだことで当時11歳の司書が加藤家11代目2800石の家を継ぎ、福岡藩の中老の位列に加えられる。
嘉永6年（1853年）7月、ロシアのエフィム・プチャーチンが長崎に来航した際、長崎港警備を務めていた福岡藩は会議の末、藩主黒田長溥は司書に命じて、藩士約500人を率いて長崎沿岸の警護にあたらせる。司書は幕府外国奉行の川路聖謨に助力し、黒船の艦長達の対応に当たる。水と炭を求める相手側に対し、水のみを与える対応をした。
安政3年（1856年）、司書は藩の執政に就任し、義兄の後押しもあり尊皇攘夷派の中心人物となる。
安政4年（1857年）、蘭癖大名と呼ばれ世界情勢や軍事事情に詳しい藩主・長溥は、現状のままの装備では今日の情勢に通用せず、洋式兵制の導入の必要性を藩士たちに説いた。しかし、司書ら攘夷派は西洋調練を嫌い、藩内の尊皇攘夷派、筑前勤王党、三十九派の砲術師範らは結束して藩への洋式兵制を拒否した。薩摩、長州、佐賀、久留米など新進の藩が富国強兵を目指し洋式兵制を取り入れている時期に、福岡藩は戦国時代の装備のまま取り残される事になる。司書は蘭学振興や洋式兵制の必要性を説く長溥を「殿様は愚昧だから」と切り捨て、蘭学を無視して国学に傾倒し、尊皇攘夷を唱えた。
元治元年（1864年）7月、司書は以前に担当した製鉄事業で注目していた犬鳴谷に有事の際に藩主を匿う避難所の建設を提案、黒田長溥もこれを承諾し、犬鳴御別館の建設が始まる。その後、京都で起こった禁門の変に際し、福岡藩は藩兵約500人を禁裏守護のため京都へ派遣することになり、司書がこれを率いて福岡を発したが、直後に第一次長州征討が決まった為、派兵は中止となり福岡に引き返した。
11月、高杉晋作が筑前入りした際に野村望東尼の住む平尾山荘で月形洗蔵、早川養敬、中村圓太らと共に会合し、七卿の九州下りと薩長両藩の融和などを話し合う。
12月、第一次長州征討に際し、司書ら勤王派は黒田長溥の命を受け、長州周旋に当たる。司書は建部武彦、月形洗蔵、早川養敬らを連れ、幕府軍の本陣があった広島まで赴き、成瀬正肥と田宮如雲とに密かに接見し交渉した。その後、広島城の大広間にて藩代表による作戦会議に参加し、薩摩藩の西郷吉之助と共に総督徳川慶勝に謁見した。司書は藩主・長溥が総督に宛てた「外国艦隊の脅威を前に国内で戦っている時ではない、国防に専念すべし」という親書を提出し、現状を細かに説明した上で「今は挙国一致を以て外敵の襲来に備えるべし。」と進言した。その後も二人は懲罰案や譲歩案などの建議書を提示して交渉し、総督に征長軍解散を決めさせることに成功する。
征長軍解散の結果、長州藩の三家老（国司親相、益田親施、福原元僴）の切腹のみで決着することとなった。この結果に感激した司書は宿舎に戻った時に筑前今様を書き留め、その場で2度歌った。
皇御國（）の武士（）はいかなる事をか勤むべき、只身にもてる赤心（）を君と親とに盡すまで
また勤王派はこの時、長州にいた三条実美ら五卿を説得し、大宰府の延寿王院に移したことで、筑前太宰府は勤王志士達のメッカとなり、坂本龍馬や中岡慎太郎も大宰府へ五卿を見舞いに訪れている。司書達は西郷吉之助や高杉晋作と密談を行い、薩長同盟の実現に向けて活動し、福岡藩は尊皇攘夷の急先鋒とされ筑前勤王党の知名度も飛躍的に上がることとなった。
慶応元年（1865年）2月11日、司書は征長軍解兵の功績を賞じられ、家老に昇進した。黒田播磨が藩主長溥や子の長知の反対を押し切って実現したものであり、佐幕派の3家老が一斉辞任して対抗するなど対立が強まった。勤王党の面々が藩の要職となり、藩主の側用人を廃止し長溥に直接要求を主張するなど勢いに乗った司書は、藩論を公武合体から尊王攘夷へと転換すべく、そのために宗教は一藩神道とし、邪教の仏教は廃止、寺院の打ち壊しを説くなど性急に藩政改革を進める。5卿の太宰府転座で全国の浮浪浪士が警備の名目で太宰府に集まっており、無法の彼らを背景にした筑前勤王党は増長し、横暴さを増していった。
藩主の専制権をも侵し始めた勤王党に対し、長溥が反撃に出る。勤王党と保守派を対決論争させ、「公武一和」を主張する保守派の意見を藩是とすることにした。
5月、筑前勤王党は加藤派と月形派に分かれて内紛を起こすようになっており、暴走していた勤王党員が「司書は優柔不断な藩主を幽閉し、長州周旋に奔走し、長州藩主毛利敬親と面識のある黒田長知を擁立して、佐幕派を排除し実権を握ろうとしている。」と言い回った。これまでの勤王党の活躍を面白く思ってなかった佐幕派はこの事を聞き、司書を非難し長溥に報告した。
さらに幕府が長州再征討を決めた為に勤王派の周旋活動の功績が否定された結果、佐幕派が復権し、形勢が逆転となって勤王派弾圧の動きが強くなった。
これに対して、加藤司書も黒田溥整と連名で「上下一致、人心一和して過激を抑え因循を奮発することが肝要である。」という内容の建白書を提出したが、長溥はこれに激怒して側近らに命じ、司書ら勤王党の陰謀を目付に調べさせる。
5月24日、司書は家老の職を三ヶ月で辞任した。6月、追い込まれた勤王党の人物から司書らのクーデター計画が注進され、6月20日、長溥は直書を発して勤王党の一斉断罪を命じる。これにより勤王派140人余りが逮捕・監禁され、その中でも加藤司書以下7名が切腹、月形洗蔵以下14名が桝木屋の獄で斬首、野村望東尼以下15名が流罪の大粛清に至る（乙丑の獄）。
慶応元年（1865年）10月25日、天福寺にて切腹。享年36。「君かため盡す赤心（）今よりは 尚いやまさる武士の一念」と辞世の句を残した。
福岡市博多区の聖福寺の塔頭寺院 節信院に墓がある。

## 没後
乙丑の獄により夫の司書と兄の建部武彦を同時に亡くした妻の安子はその後 病に倒れ、司書の死から7ヶ月後、絶食の末に亡くなった。
長男の堅武と次男の大四郎は藩から家督を継ぐ事を許されず、野村市之丞を次女の婿養子に迎え、徳行と名を改めた。
明治10年（1877年）3月27日、堅武はかつて司書と共に謀った西郷隆盛が起こした西南戦争に呼応し、従兄弟である武部小四郎らと共に福岡城を襲撃するために平尾山にて挙兵し、福岡の変を起こした。福岡の変には大四郎と徳行も参加した。しかし官軍と警官隊に挟撃され、敗走した後に小隊長だった堅武は捕らえられ斬罪に処され、大四郎と徳行も逮捕された。その後、大四郎は釈放されたが、徳行は獄中で病死した。処刑時の福岡県令だった渡辺清は堅武の未亡人チセ（母里太兵衛十代目の娘）を後妻とした。大四郎は釈放されたが若死にし、子の輔道は加藤家の菩提寺である節信院の親寺聖福寺に預けられ、節信院の住職となった。
明治24年（1891年）、正五位を追贈された。

## 人物
父親・加藤徳裕は教育に厳格であり、6歳で初めて書を読み、7歳から武を学んだ。成長するにつれ文武両道に磨きがかかり、周りから将来を嘱望させられていたという。司書は力が強く、相撲においては藩内で誰も敵わなかったとされており、武術は剣術や槍術のみならず、弓術や馬術も堪能であった。
また司書は非常に負けず嫌いでもあったとされている。重臣中の若者達が集まって、蝋燭の火を碁盤で消せるかどうかを話ていたときに司書は何も言わず、帰宅後に一睡もせずに碁盤で蝋燭の火を消す練習をした。後日、話していた重臣達を自宅へ呼んで、碁盤で蝋燭の火を消して見せた。一同は司書の腕力の強さに驚嘆するよりも、その負けず嫌いの強さに驚嘆したという。
他にも捕魚の術を全く知らなかった司書は、網打ちに出掛けても自分は打たずに漁師が捕ったものを貰っていたが、ここでも網打ちの上手い下手の話になり網打ちが出来ない司書は黙って聞いていた。そして司書は帰宅後、家人が寝静まった後に庭を海と見立てて、縁側で網打ちの稽古を夜な夜な続けた。そして休日に網打ちの自慢していた重臣達と海に出た。各自網を打ちながら「司書殿は網を打てぬでお気の毒」と言われた司書は立ち上がり、手捌きも鮮やかに網を打ち、その網の中は大漁だったという。網打ちが出来ないと笑った一同は驚いて理由を聞くと、毎晩網打ちの稽古をしていたと聞かされ、改めて負けず嫌いな性格に驚嘆した。
また司書は非常に大食いであったとされる。礼節を尊ぶ茶席の懐石料理は好まず、食材が沢山入った鍋料理を好んでいた。ある時に侍女の実家に立ち寄った際に合鴨三羽入った煮物を悠々と平らげたという。また、勤王党の同志であり長女の夫の河合茂山の家を訪ねた際も、二畝分の韮を平らげたという。
長崎警備で長崎に出張した際、長崎奉行は酒の席で最初に五合入りの盃を饗したが、司書は一気に飲み干した。奉行は更に八合入りの盃を差し向けるとこれも一気に飲み干した。最後に一升盃に入れて差し向けると辟易せずにこれを一気に飲み干した様を見て、奉行や周りの人々は司書の大酒に驚いたとされている。

## エピソード
- 1854年、黒田長溥に製鉄事業を任され、外部への見つかり難くさ、製鉄と運搬の効率を考えた結果、深山幽谷であり木炭の生産地であった建部武彦の知行地の犬鳴峠の犬鳴谷村（現在の宮若市犬鳴）を選び、犬鳴日原鉄山を開業させた。これは木炭を別の場所へ運ぶより、砂鉄を犬鳴谷に運んだ方が効率が良いとされたためである。さらに1865年、有事の際に福岡藩主が避難する場所として犬鳴御別館を建てさせた。犬鳴日原鉄山や犬鳴御別館の建設により、旧犬鳴村周辺は加藤司書ゆかりの地として、1994年に建設された犬鳴ダムのダム湖には公募の結果「司書の湖」という愛称が付けられているほか、ダム湖より犬鳴川源流側に「司書橋」、福岡県道21号福岡直方線上には「新司書橋」があり、新司書橋の近くのJR九州バス直方線バス停の名前は「司書橋」となっている。また、犬鳴のある若宮町（現宮若市）には「司書太鼓」という太鼓演奏の団体も存在する。犬鳴御別館は現在では石垣の一部とその後に作られた陸軍大将・荒木貞夫題字の加藤司書忠魂碑のみが残る。
- 今様「皇御国（すめらみくに）の武士（もののふ）」の作者である。この歌は前の小学校唱歌や軍歌や黒田節の一節として知られる。
- 戦前までは西公園に司書の銅像が建てられていたが、戦時特例により供出され、現在では台座が皇御國の歌碑として残されている。
- 福岡市中央区桜坂2丁目にはいまもその邸宅跡が残っている。

## 系譜
司書の家系である福岡藩重臣の加藤家の家祖は福岡藩祖である黒田孝高が有岡城の戦いで荒木村重により有岡城に幽閉された際に、世話をして救出の手引きをした有岡城牢番の加藤重徳とその長男の加藤吉成である。重徳の家系は摂津国の豪族の藤原北家利仁流加藤氏支流とされる伊丹氏であり、有岡城（伊丹城）落城後は宇喜多家や小西行長の家臣となったが、関ヶ原の戦いの後に浪人を経て、福岡藩初代藩主黒田長政に父・孝高救出の功績が認められて加藤家は代々重臣となった。なお、司書の義兄の徳蔵の実家である三奈木黒田家の祖黒田一成は重徳の次男であり、吉成の実弟である。